# Momodu Mutairu
Momodu Mutairu (2 de setembro de 1976) é um ex-futebolista profissional nigeriano que atuava como atacante.

## Carreira
Momodu Mutairu se profissionalizou no Julius Berger.

## Seleção
Momodu Mutairu integrou a Seleção Nigeriana de Futebol na Copa Rei Fahd de 1995, na Arábia Saudita.